# Andrena nida
Andrena nida är en biart som beskrevs av Mitchell 1960. Andrena nida ingår i släktet sandbin, och familjen grävbin. Inga underarter finns listade i Catalogue of Life.

## Bildgalleri

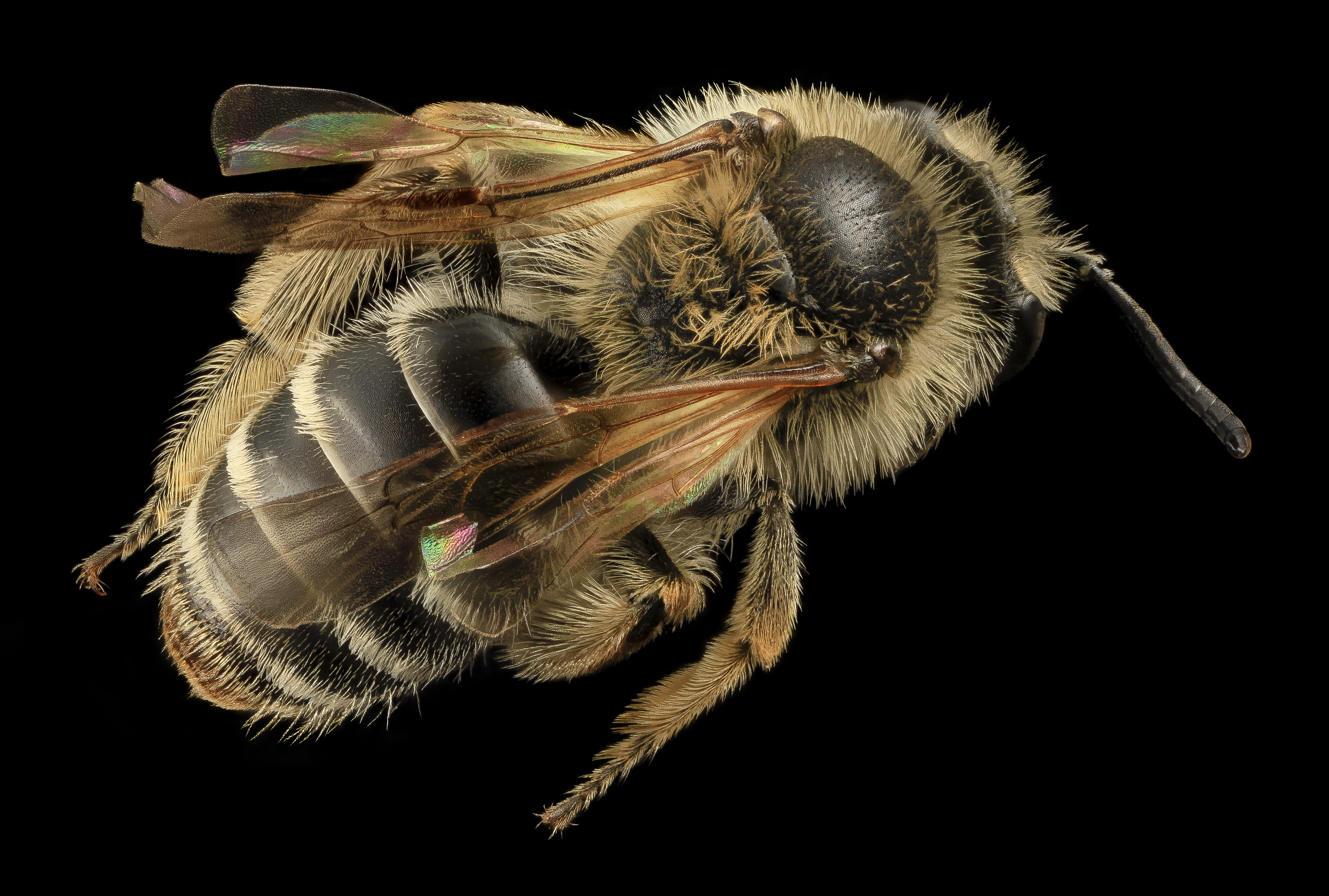
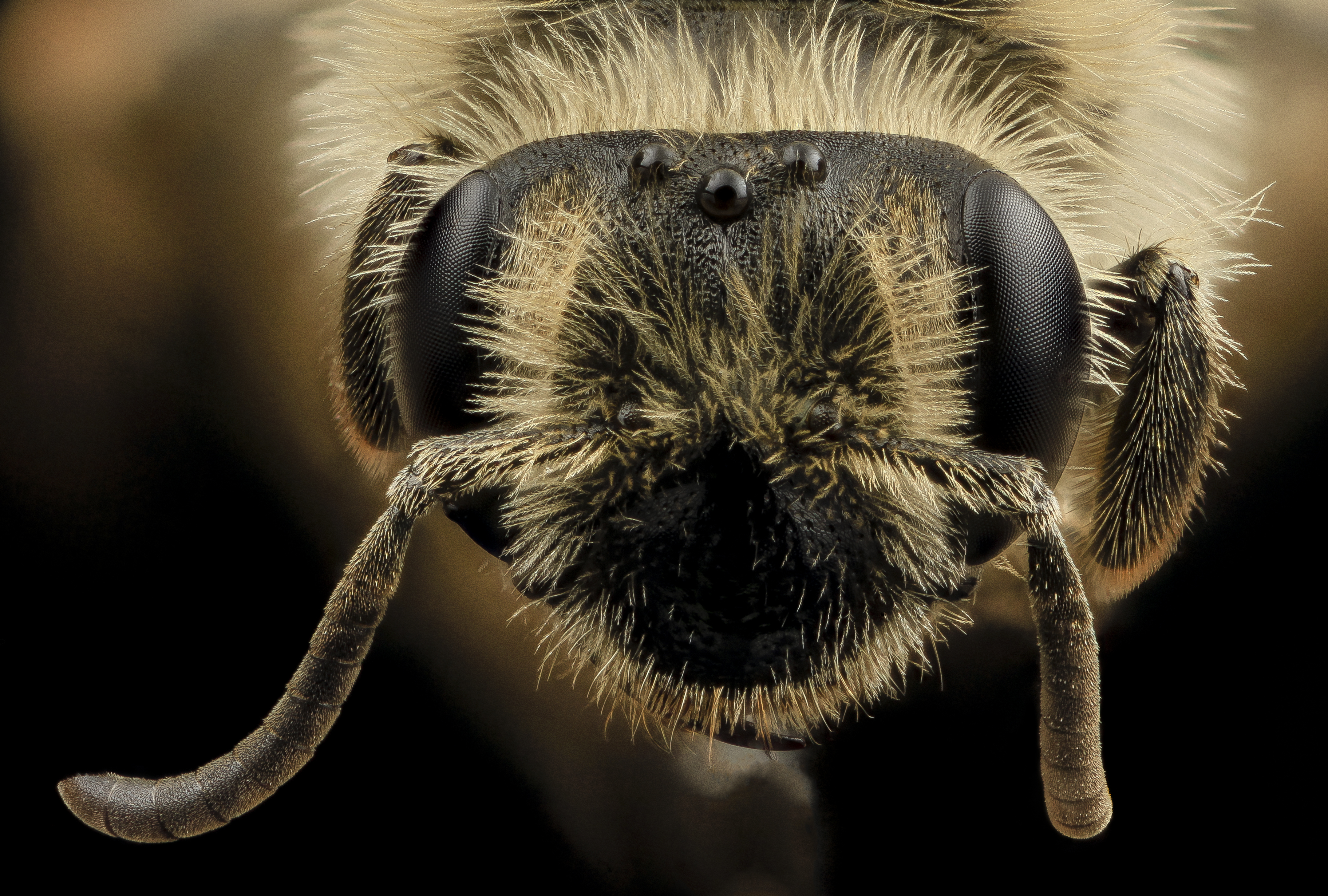